# Cuz
Il cuz è una pietanza tipica lombarda originaria del territorio di Corteno Golgi in Val Camonica.
La pietanza è uno spezzatino di carne di pecora matura (non di agnello), cotto nel proprio grasso. È secondo alcuni la pietanza lombarda più antica e forse avrebbe origini celtiche.